# Shin Hyun-joon (militar)
Shin Hyun-joon fue un militar y diplomático surcoreano.
En 1937 fue estudiante de la Academia militar en Manchukuo.
Era un oficial del régimen colonial japonés.
De 15 de abril de 1949  a 15 de octubre de 1953  fue comandante de la Infantería de Marina de la República de Corea en este tiempo estalló la Guerra de Corea.
De 1953 a 1961 fue comandante de la primera Brigada de Infantería de Marina.
En 1961 fue Asistent Ministro de Defensa y fue retriado como general lieutnant del Marine Corps.
Corea y Marruecos ha mantenido una colaboración ya que la amistad más cálido establecieron relaciones diplomáticas en 1962. De 1963 a 1970 represtentó el régimen de Chung Il Kwon ante el régimen de Notre ami le roi Hasán II de Marruecos en Rabat.
En la quinta conferencia de la Liga Mundial por la Libertad y la Democracia fue elegido secretario general de este gremio anticomunista.
De 1974 a 1980 fue embajador ante la Santa Sede.